# Andrew Lambrou
Andrew Lambrou (griechisch Άντριου Λάμπρου; * 25. Mai 1998 in Sydney) ist ein australischer Sänger, der Zypern beim Eurovision Song Contest 2023 in Liverpool mit dem Titel Break a Broken Heart vertrat.

## Leben
Andrew Lambrou, Sohn griechisch-zyprischer Eltern, nahm bereits früh an einer Musikschule Gesangs- und Klavierunterricht. Im Alter von fünf Jahren gewann er 2003 den ersten Platz bei einem Eisteddfod, in dem er Do-Re-Mi aus dem bekannten Musical The Sound of Music zum Besten gab.
Lambrou erregte erstmals 2013 Aufmerksamkeit, als er im Alter von 15 Jahren eine Coverversion von Evanescences My Immortal auf der Videoplattform YouTube veröffentlichte. Ein weiteres nur 15 Sekunden langes Video, in dem er Stay with Me von Sam Smith auf Instagram zum Besten gab, verschaffte ihm über Nacht 2000 Follower.
2015 nahm er bei The X Factor teil und konnte sich einen Platz unter den Top 20 sichern. Im selben Jahre nahm ihn Sony Music Publishing unter Vertrag, doch erst 2021 veröffentlichte er mit Throne seine erste Single.
Mit dem Song Contest kam Lambrou bereits 2022 in Kontakt, als er bei der australischen Vorauswahl Eurovision 2022 – Australia Decides mit dem Song Electrify den siebten Platz einnahm. Am 17. Oktober desselben Jahres wurde er – gänzlich ohne Castingshow – ausgewählt, nicht Australien, sondern Zypern beim Song Contest des kommenden Jahres (2023) zu vertreten. Er belegte im Finale den 12. Platz.

## Diskografie

### Alben
- 2016: All of Me Loves All of You

### Singles
- 2021: Throne
- 2021: Lemonade
- 2021: Confidence
- 2022: Electrify
- 2023: Break a Broken Heart
- 2023: Take My Breath Away